# Contea di Harding (Dakota del Sud)
La contea di Harding ( in inglese Harding County ) è una contea dello Stato del Dakota del Sud, negli Stati Uniti. La popolazione al censimento del 2000 era di 1 353 abitanti. Il capoluogo di contea è Buffalo.